# Malice
Malice fue una banda británica de punk rock de corta vida formada en Crawley (Sussex). La banda tocó junta durante todo 1976. Algunos miembros de la banda formarían al año siguiente de la disolución el grupo de post-punk Easy Cure, que acabaría convirtiéndose en The Cure en 1978.

## Historia

### Precedentes - The Obelisk
Marc Ceccagno, Robert Smith, Michael Dempsey y Laurence Tolhurst, compañeros del colegio Notre Dame de Crawley, formaron una banda amateur de corta vida llamada The Obelisk, que dio un concierto de fin de curso para sus compañeros de clase en 1973.

### De enero a abril de 1976
Ceccagno, Smith, Dempsey, y otros dos compañeros de clase del instituto St Wilfrid's Catholic School, de Crawley, llamados "Graham" y "El hermano de Graham" (los nombres completos nunca fueron documentados por el grupo), comenzaron a actuar juntos en una sala de la iglesia de su pueblo, St. Edward's el 23 de enero de 1976. Alquilaban la banda todos los jueves, tocando inicialmente versiones de David Bowie, Jimi Hendrix and Alex Harvey. Según Robert Smith, la banda se formó porque "Marc Ceccagno quería ser un héroe de la guitarra".

### Formación original
- Marc Ceccagno – guitarra
- Robert Smith – guitarra
- Michael Dempsey – bajo
- "Graham" – batería
- "Graham's brother" (hermano de Graham) – voz

### De abril a diciembre de 1976
A finales de abril de 1976, Graham y su hermano dejaron el grupo, y Laurence Tolhurst, que había tocado con el resto en The Obelisk, convenció a Michael Dempsey para que le enseñase a tocar la batería
Marc Ceccagno dejó la banda para formar el grupo Amulet, y fue reemplazado por Porl Thompson, quien por aquel entonces estaba saliendo con una hermana de Robert, Janet. Porl y Janet trabajaban juntos en L & H Cloake, la única tienda de discos de Crawley. (Amulet, la banda de Ceccagno también contaba con un miembro que trabajaba en L & H Cloake, el teclista Kevin Cohen.)
Martin Creasy, otro antiguo empleado de L & H Cloake, fue aceptado como el nuevo vocalista de la banda. Por aquel entonces, el grupo había comenzado a escribir material original, bajo el nombre de Malice. Esta formación tocó, en diciembre de 1976, los tres conciertos en vivo de Malice que hay documentados.

### Formación definitiva
- Martin Creasy – voz
- Porl Thompson – guitarra
- Robert Smith – guitarra
- Michael Dempsey – bajo
- Laurence Tolhurst – batería

### Actuaciones
- 18 de diciembre de 1976 – Abadía de Worth Abbey, Crawley (Malice tocó bajo un pseudónimo, y con un equipo acústico)
- 20 de diciembre de 1976 – St. Wilfrid's Comprehensive Catholic School, Crawley (Malice eran teloneros de la nueva banda de Marc Ceccagno, Amulet)
- Diciembre de 1976 (fecha no registrada) – Upjohn Pharmaceutical, Crawley

### De Malice a Easy Cure
En enero de 1977, tras la salida de Martin Creasy, la banda fue renombrada como Easy Cure en referencia a una canción escrita por el baterista Lol Tolhurst.